# 藤井一二
藤井 一二（ふじい かずつぐ、1941年8月12日 - ）は、日本の歴史学者。金沢星稜大学名誉教授、松蔭大学特任教授。日本古代史、貨幣経済史、地域文化史を研究。
1964年富山大学文理学部文学科（史学専攻）卒業。2004年「東大寺開田図と古代村落の研究」で大谷大学文学博士。金沢経済大学助教授、教授、松蔭大学コミュニケーション文化学部教授、特任教授。大連大学中国東北史研究中心客員教授を務めた。

## 著書
- 『初期荘園史の研究』塙書房、1986年
- 『和同開珎　古代貨幣事情をさぐる』中公新書、1991年
- 『古代日本の四季ごよみ』中公新書、1997年
- 『東大寺開田図の研究』塙書房、1997年
- 『天平の渤海交流　もう一つの遣唐使』塙書房：塙選書、2010年
- 『大伴家持　波乱にみちた万葉歌人の生涯』中公新書、2017年